# World Industries
Светске Индустрије (енгл. World Industries) је Скејтборд-инг компанија која пружа скејтбординг производе, додатну опрему и одећу. Компанију је основао Стив Роко 1987. године. 1988. године Року се придружио скејтер Родни Мулен, потом Мајк Вели 1989. године. Од 2007. године компанију поседује и.е. Дистрибуција. Такође се бави производњом и продајом Лонгборд-а.

## Историја

### Блајнд
Касних 1989-их Марк Гонзалес прилази Року са жељом да буде прикључен компанији. Гонзалес је возио за Вижн која је била највећа скејтбординг компанија тог времена. Гонзалес и Роко су одлучили да именују компанију Блајнд, као одговор на Гонзалесов претходни спонзор. Џејсон Ли који је био члан тима Светске Индустрије, постао је развијач бренда.

### План Б
Године 1991, желећи да напусти Х-Стрит, суоснивач Мајк Тернаски је основао План Б са ексклузивном алијансом за продукцију и дистрибуцију са Светским Индустријама. У овом уговору, План Б се рекламирао из Сан Дијего-а, док су Светске Индустрије радиле све остало. Мајк Тернаски је успео да убеди фристајл светског шампиона Родни Мулен-а да постане члан екипе План Б.
Септембра 1993. године, Родни Ховард се са седам других возача одвојио од Светских Индустрија. Мајк Терански је погинуо у саобраћајној несрећи 1994. године. План Б и Светске Индустрије су престале са сарадњом 1997. године, и вођене су од стране Дени Веј-а и Колин Мекија, убрзо после тога, затворили су своја врата 1998. године. У марту 2005. године, План Б поново почиње са радом захваљујући члану тима и власником дела, Дени Веј.

### А-Тим
Као директан одговор на раздвајање План Б-а, Родни Мулен је основао А-Тим заједно са Марк Џонсон-ом, Гершоном Мослијем, Дејв Мајевом и Чет Томасом.

### Реструктура и раст
Године од 1996 до 1999. су биле године значајних реконструкција и раста компаније, воћена од стране председника Френк Месмана и потпрецедника Скот Друиларда. До краја 1998. године, Светске Индустрије и Блајнд су постигле статус као број један и број два бренда у скејтбординг свету. За све ово је заслужно рекламирање бренда уз цртане ликове попут Деввилмен, Флејм Бој и Вет Вили за Светске индустрије и "Слепи Читач" за Блајнд.

### Маркетинг
З октобру 1998, Стив Роко и његових пет партнера деоничара су продали 70 процената интереса компаније спољашњој групи, СПЦ, уједно задржавши главни део менаџмента и запослених. Компанија се ценила на око 29 милиона долара у тренутку продаје.
Године 1999, партнерска компанија Кубик је купила тада највећег предузетника (каталог и интернет) ЦЦС за 21 милион долара. 2000. године, због финансијских проблема, компанија је продала ЦЦС Алоју за око 50 милиона долара.

### Глоб Интернационал
Године 2002. Глоб Интернационал лимитед, Аустралијанска компанија, купила је све компаније од Кубика, укључујући и Светске Индустрије.

### И.е. Дистрибуција
25. Јуна 2007. године, Глоб Интернационал Лимитед продао је Светске Индустрије и.е. Дистрибуцији.
Од фебруара 2014. године, Светске Индустрије наставља да спонзорише тим скејтера; међутим, званични промоциони флајер се појављује 6. фебруара 2014. године, након додавања Антони Шетлеров бренд одеће "Ол ај нид" (ОАН). Флајер каже: Шетлер и Тими Кнут ће имати професионалне моделе," али од 20. фебруара 2014 обојица остају на сајту Светских Индустрија као чланови тима, нема даљих информација.

## Тим
- Андреј Кенон
- Ентони Шетлер
- Тими Кнут
- Дерк Фукухара
- Мет Менденхал
- мај Френклин
- Били Девенпорт[4]

## Документарац
Године 2007, Вајт Хаус Продукција објављује "Човек који је дао свету душу", документарац о Стив Роко и креација Светских Индустрија, као друге скејтбординг компаније. Филм који је објављен је испратила екипа скејтборд уметности под називом "Цензура је проклето слаба."